# GMC Chevette
El GMC Chevette es un automóvil que fue fabricado entre 1992 y 1995 por General Motors do Brasil específicamente para el mercado argentino, donde fue vendido por los concesionarios Chevrolet y Renault. 
El Chevette era una variación de la plataforma «T» de General Motors derivado del Opel Kadett C, Chevrolet Chevette e Isuzu Gemini. Ofrecido como un sedán dos y cuatro puertas, estaba propulsado por un motor de 1.4 litros con árbol de levas a la cabeza generando una potencia máxima de 62 Hp (46kW) a 5000 rpm. y con un motor diésel Isuzu de 1.7 litros disponible como opción, ambos ubicado longitudinalmente con tracción posterior. Una versión pick-up GMC 500 también estuvo disponible.
El Chevette era el único automóvil del sedán con un emblema de GMC.  (En América del Norte, la marca GMC únicamente comercializó camiones ligeros y de servicio pesado hasta finales de la década de 2000, cuando la compañía agregó crossovers). El GMC Chevette fue reemplazado en el mercado argentino por el Chevrolet Corsa en 1995.
En Argentina, tanto el sedán como el pick-up se vendieron como GMC, convirtiéndose en el único sedán vendido por GMC y el primer modelo de GMC vendido oficialmente en Argentina.